# 小行星16953
小行星16953（16953 Besicovitch）是一颗绕太阳运转的小行星，为主小行星带小行星。该小行星于1998年5月27日发现。

## 轨道参数
小行星16953的轨道半长轴为3.1403256 UA，离心率为0.213。